# Campeonato de Primera D 2022
El Campeonato de Primera D 2022 fue la septuagésima cuarta edición del torneo, quinta categoría del fútbol argentino en el orden de los clubes directamente afiliados a la AFA. 
El Comité Ejecutivo de la Asociación del Fútbol Argentino decidió, como parte de un plan que pensaba incluir la afiliación de cuatro nuevos equipos que se agregarían a la categoría, la invitación a participar en este torneo del Club Mercedes, de la ciudad homónima, que pasaría así, tras la aprobación de la asamblea general ordinaria, a ser una de las instituciones directamente afiliadas. Por otra parte, la incorporación incluyó la condición de no poder obtener el ascenso ni clasificar a la Copa Argentina 2023.

## Ascensos y descensos
| Desafiliados de la Primera D 2021 |
| --------------------------------- |
| No hubo                           |

| Invitado |
| -------- |
| Mercedes |

| Posición      | Ascendidos a la Primera C 2022 |
| ------------- | ------------------------------ |
| Campeón       | Liniers                        |
| Gan. 2.º asc. | Puerto Nuevo                   |

| Descendidos de la Primera C 2021 |
| -------------------------------- |
| No hubo                          |

- De esta manera, el número de participantes disminuyó a 11 equipos.

## Equipos participantes
| Equipo                   | Ciudad           | Estadio              | Capacidad |
| ------------------------ | ---------------- | -------------------- | --------- |
| Argentino                | Rosario          | José Martín Olaeta   | 6800      |
| Central Ballester        | José León Suárez | Central Ballester    | 2500      |
| Centro Español           | Villa Sarmiento  | No posee             | -         |
| Defensores de Cambaceres | Ensenada         | 12 de Octubre        | 3000      |
| Deportivo Paraguayo      | Buenos Aires     | No posee             | -         |
| Juventud Unida           | San Miguel       | Ciudad de San Miguel | 3200      |
| Lugano                   | Tapiales         | José María Moraños   | 1500      |
| Mercedes                 | Mercedes         | Liga Mercedina       | 6000      |
| Muñiz                    | Muñiz            | No posee             | -         |
| Sportivo Barracas        | Buenos Aires     | No posee             | -         |
| Yupanqui                 | Ciudad Evita     | Ciudad Evita         | 700       |

| 1. 2. 3. 4. |

### Distribución geográfica de los equipos
| Región                                   | Cant. | Equipos                                                                     |
| ---------------------------------------- | ----- | --------------------------------------------------------------------------- |
| Conurbano bonaerense                     | 6     | Central Ballester, Centro Español, Juventud Unida, Lugano, Muñiz y Yupanqui |
| Ciudad de Buenos Aires                   | 2     | Deportivo Paraguayo y Sportivo Barracas                                     |
| Gran La Plata                            | 1     | Defensores de Cambaceres                                                    |
| Interior de la provincia de Buenos Aires | 1     | Mercedes                                                                    |
| Ciudad de Rosario                        | 1     | Argentino                                                                   |

## Formato

### Ascenso
El certamen se disputó por el sistema de todos contra todos, en dos ruedas. Ambas constituyeron dos torneos separados, llamados Apertura y Clausura. 
Debido a que los ganadores de ambos torneos fueron dos equipos diferentes se disputó una final por el título de campeón y el único ascenso, de la que participaron los dos ganadores de los torneos mencionados.

### Desafiliación temporaria
No hubo.

### Clasificación a la Copa Argentina 2023
El campeón del torneo y el ganador del Torneo Complemento -organizado al efecto- participarán de los Treintaidosavos de final de la Copa Argentina 2023.

## Torneo Apertura

### Tabla de posiciones
| Pos. | Equipo                   | Pts. | PJ | PG | PE | PP | GF | GC | Dif. |
| ---- | ------------------------ | ---- | -- | -- | -- | -- | -- | -- | ---- |
| 1.º  | Centro Español           | 19   | 10 | 5  | 4  | 1  | 14 | 5  | 9    |
| 2.º  | Muñiz                    | 17   | 10 | 4  | 5  | 1  | 10 | 7  | 3    |
| 3.º  | Defensores de Cambaceres | 16   | 10 | 4  | 4  | 2  | 13 | 9  | 4    |
| 4.º  | Argentino de Rosario     | 16   | 10 | 4  | 4  | 2  | 11 | 8  | 3    |
| 5.º  | Sportivo Barracas        | 15   | 10 | 4  | 3  | 3  | 10 | 7  | 3    |
| 6.º  | Central Ballester        | 15   | 10 | 4  | 3  | 3  | 8  | 12 | −4   |
| 7.º  | Yupanqui                 | 12   | 10 | 3  | 3  | 4  | 10 | 11 | −1   |
| 8.º  | Juventud Unida           | 12   | 10 | 3  | 3  | 4  | 10 | 13 | −3   |
| 9.º  | Lugano                   | 11   | 10 | 2  | 5  | 3  | 11 | 8  | 3    |
| 10.º | Deportivo Paraguayo      | 6    | 10 | 1  | 3  | 6  | 8  | 15 | −7   |
| 11.º | Mercedes                 | 6    | 10 | 1  | 3  | 6  | 7  | 17 | −10  |

|  | Ganador. Clasificado a la final por el título y el ascenso. |

#### Evolución de las posiciones
| Equipo / Fecha           | 1    | 2    | 3    | 4    | 5    | 6    | 7    | 8    | 9    | 10   | 11   |
| ------------------------ | ---- | ---- | ---- | ---- | ---- | ---- | ---- | ---- | ---- | ---- | ---- |
| Argentino de Rosario     | 6.°  | 2.°  | 3.°  | 3.°  | 4.°  | 4.°  | 3.°  | 4.°  | 2.°  | 2.°  | 4.°  |
| Central Ballester        | 11.° | 5.°  | 5.°  | 4.°  | 3.°  | 3.°  | 4.°  | 5.°  | 6.°  | 7.°  | 6.°  |
| Centro Español           | 3.°  | 3.°  | 2.°  | 1.°  | 1.°  | 1.°  | 1.°  | 1.°  | 1.°  | 1.°  | 1.°  |
| Defensores de Cambaceres | 1.°  | 4.°  | 4.°  | 7.°  | 6.°  | 5.°  | 5.°  | 3.°  | 4.°  | 4.°  | 3.°  |
| Deportivo Paraguayo      | -    | 7.°  | 10.° | 10.° | 10.° | 10.° | 10.° | 10.° | 11.° | 10.° | 10.° |
| Juventud Unida           | 9.°  | 9.°  | 7.°  | 5.°  | 9.°  | 9.°  | 6.°  | 8.°  | 9.°  | 9.°  | 8.°  |
| Lugano                   | 6.°  | 7.°  | 6.°  | 9.°  | 7.°  | 6.°  | 7.°  | 6.°  | 5.°  | 8.°  | 9.°  |
| Mercedes                 | 10.° | 11.° | 11.° | 11.° | 11.° | 11.° | 11.° | 11.° | 10.° | 11.° | 11.° |
| Muñiz                    | 2.°  | 1.°  | 1.°  | 2.°  | 2.°  | 2.°  | 2.°  | 2.°  | 3.°  | 3.°  | 2.°  |
| Sportivo Barracas        | 4.°  | 9.°  | 9.°  | 8.°  | 8.°  | 8.°  | 9.°  | 9.°  | 7.°  | 5.°  | 5.°  |
| Yupanqui                 | 4.°  | 6.°  | 8.°  | 6.°  | 5.°  | 7.°  | 8.°  | 7.°  | 8.°  | 6.°  | 7.°  |

|  |

### Resultados
| Fecha 1                    | Fecha 1   | Fecha 1              | Fecha 1                | Fecha 1   | Fecha 1 |
| Local                      | Resultado | Visitante            | Estadio                | Fecha     | Hora    |
| -------------------------- | --------- | -------------------- | ---------------------- | --------- | ------- |
| Juventud Unida             | 1 - 2     | Centro Español       | Ciudad de San Miguel   | 7 de mayo | 15:30   |
| Sportivo Barracas          | 2 - 2     | Yupanqui             | Nuevo Francisco Urbano | 7 de mayo | 15:30   |
| Muñiz                      | 4 - 1     | Mercedes             | Ricardo Puga           | 8 de mayo | 15:30   |
| Lugano                     | 1 - 1     | Argentino de Rosario | José María Moraños     | 8 de mayo | 15:30   |
| Defensores de Cambaceres   | 5 - 0     | Central Ballester    | 12 de Octubre          | 9 de mayo | 15:30   |
| Libre: Deportivo Paraguayo |           |                      |                        |           |         |

| Fecha 2              | Fecha 2   | Fecha 2                  | Fecha 2               | Fecha 2    | Fecha 2 |
| Local                | Resultado | Visitante                | Estadio               | Fecha      | Hora    |
| -------------------- | --------- | ------------------------ | --------------------- | ---------- | ------- |
| Argentino de Rosario | 2 - 1     | Defensores de Cambaceres | José Martín Olaeta    | 14 de mayo | 15:30   |
| Central Ballester    | 1 - 0     | Sportivo Barracas        | Central Ballester     | 14 de mayo | 15:30   |
| Yupanqui             | 1 - 1     | Juventud Unida           | Yupanqui              | 14 de mayo | 15:30   |
| Mercedes             | 1 - 1     | Deportivo Paraguayo      | Liga Mercedina        | 14 de mayo | 15:30   |
| Centro Español       | 0 - 0     | Muñiz                    | Carlos Alberto Sacaan | 16 de mayo | 15:30   |
| Libre: Lugano        |           |                          |                       |            |         |

| Fecha 3                  | Fecha 3   | Fecha 3              | Fecha 3                | Fecha 3    | Fecha 3 |
| Local                    | Resultado | Visitante            | Estadio                | Fecha      | Hora    |
| ------------------------ | --------- | -------------------- | ---------------------- | ---------- | ------- |
| Deportivo Paraguayo      | 0 - 2     | Centro Español       | José María Moraños     | 22 de mayo | 14:00   |
| Juventud Unida           | 1 - 1     | Central Ballester    | Ciudad de San Miguel   | 22 de mayo | 14:00   |
| Sportivo Barracas        | 0 - 1     | Argentino de Rosario | Nuevo Francisco Urbano | 22 de mayo | 14:00   |
| Defensores de Cambaceres | 0 - 0     | Lugano               | 12 de Octubre          | 22 de mayo | 14:00   |
| Muñiz                    | 2 - 0     | Yupanqui             | Ricardo Puga           | 23 de mayo | 15:30   |
| Libre: Mercedes          |           |                      |                        |            |         |

| Fecha 4                         | Fecha 4   | Fecha 4             | Fecha 4               | Fecha 4    | Fecha 4 |
| Local                           | Resultado | Visitante           | Estadio               | Fecha      | Hora    |
| ------------------------------- | --------- | ------------------- | --------------------- | ---------- | ------- |
| Argentino de Rosario            | 1 - 2     | Juventud Unida      | José Martín Olaeta    | 28 de mayo | 15:30   |
| Yupanqui                        | 2 - 1     | Deportivo Paraguayo | Yupanqui              | 28 de mayo | 15:30   |
| Lugano                          | 0 - 1     | Sportivo Barracas   | José María Moraños    | 29 de mayo | 15:30   |
| Central Ballester               | 3 - 0     | Muñiz               | Central Ballester     | 29 de mayo | 15:30   |
| Centro Español                  | 2 - 0     | Mercedes            | Carlos Alberto Sacaan | 29 de mayo | 15:30   |
| Libre: Defensores de Cambaceres |           |                     |                       |            |         |

| Fecha 5               | Fecha 5   | Fecha 5                  | Fecha 5                | Fecha 5    | Fecha 5 |
| Local                 | Resultado | Visitante                | Estadio                | Fecha      | Hora    |
| --------------------- | --------- | ------------------------ | ---------------------- | ---------- | ------- |
| Mercedes              | 1 - 1     | Yupanqui                 | Liga Mercedina         | 4 de junio | 15:30   |
| Juventud Unida        | 1 - 3     | Lugano                   | Ciudad de San Miguel   | 5 de junio | 13:00   |
| Sportivo Barracas     | 1 - 1     | Defensores de Cambaceres | Nuevo Francisco Urbano | 5 de junio | 13:00   |
| Deportivo Paraguayo   | 0 - 0     | Central Ballester        | José María Moraños     | 6 de junio | 13:00   |
| Muñiz                 | 1 - 0     | Argentino de Rosario     | Ricardo Puga           | 6 de junio | 15:30   |
| Libre: Centro Español |           |                          |                        |            |         |

| Fecha 6                  | Fecha 6   | Fecha 6             | Fecha 6            | Fecha 6     | Fecha 6 |
| Local                    | Resultado | Visitante           | Estadio            | Fecha       | Hora    |
| ------------------------ | --------- | ------------------- | ------------------ | ----------- | ------- |
| Defensores de Cambaceres | 1 - 0     | Juventud Unida      | 12 de Octubre      | 11 de junio | 15:30   |
| Argentino de Rosario     | 2 - 0     | Deportivo Paraguayo | José Martín Olaeta | 11 de junio | 15:30   |
| Yupanqui                 | 0 - 2     | Centro Español      | Yupanqui           | 11 de junio | 15:30   |
| Lugano                   | 2 - 2     | Muñiz               | José María Moraños | 12 de junio | 15:30   |
| Central Ballester        | 1 - 0     | Mercedes            | Central Ballester  | 12 de junio | 15:30   |
| Libre: Sportivo Barracas |           |                     |                    |             |         |

| Fecha 7             | Fecha 7   | Fecha 7                  | Fecha 7               | Fecha 7     | Fecha 7 |
| Local               | Resultado | Visitante                | Estadio               | Fecha       | Hora    |
| ------------------- | --------- | ------------------------ | --------------------- | ----------- | ------- |
| Centro Español      | 3 - 1     | Central Ballester        | Carlos Alberto Sacaan | 18 de junio | 15:30   |
| Mercedes            | 2 - 2     | Argentino de Rosario     | Liga Mercedina        | 18 de junio | 15:30   |
| Deportivo Paraguayo | 1 - 1     | Lugano                   | José María Moraños    | 18 de junio | 15:30   |
| Muñiz               | 1 - 1     | Defensores de Cambaceres | Ricardo Puga          | 18 de junio | 15:30   |
| Juventud Unida      | 2 - 1     | Sportivo Barracas        | Ciudad de San Miguel  | 18 de junio | 15:30   |
| Libre: Yupanqui     |           |                          |                       |             |         |

| Fecha 8                  | Fecha 8   | Fecha 8             | Fecha 8                | Fecha 8     | Fecha 8 |
| Local                    | Resultado | Visitante           | Estadio                | Fecha       | Hora    |
| ------------------------ | --------- | ------------------- | ---------------------- | ----------- | ------- |
| Lugano                   | 3 - 0     | Mercedes            | José María Moraños     | 25 de junio | 15:30   |
| Argentino de Rosario     | 1 - 1     | Centro Español      | José Martín Olaeta     | 25 de junio | 15:30   |
| Central Ballester        | 1 - 3     | Yupanqui            | Central Ballester      | 25 de junio | 15:30   |
| Defensores de Cambaceres | 3 - 2     | Deportivo Paraguayo | 12 de Octubre          | 26 de junio | 15:30   |
| Sportivo Barracas        | 0 - 0     | Muñiz               | Nuevo Francisco Urbano | 27 de junio | 15:30   |
| Libre: Juventud Unida    |           |                     |                        |             |         |

| Fecha 9                  | Fecha 9   | Fecha 9                  | Fecha 9               | Fecha 9    | Fecha 9 |
| Local                    | Resultado | Visitante                | Estadio               | Fecha      | Hora    |
| ------------------------ | --------- | ------------------------ | --------------------- | ---------- | ------- |
| Yupanqui                 | 0 - 1     | Argentino de Rosario     | Yupanqui              | 2 de julio | 15:30   |
| Centro Español           | 1 - 1     | Lugano                   | Carlos Alberto Sacaan | 2 de julio | 15:30   |
| Mercedes                 | 2 - 0     | Defensores de Cambaceres | Liga Mercedina        | 2 de julio | 15:30   |
| Deportivo Paraguayo      | 0 - 2     | Sportivo Barracas        | José María Moraños    | 2 de julio | 15:30   |
| Muñiz                    | 0 - 0     | Juventud Unida           | Ricardo Puga          | 2 de julio | 15:30   |
| Libre: Central Ballester |           |                          |                       |            |         |

| Fecha 10                 | Fecha 10  | Fecha 10            | Fecha 10               | Fecha 10    | Fecha 10 |
| Local                    | Resultado | Visitante           | Estadio                | Fecha       | Hora     |
| ------------------------ | --------- | ------------------- | ---------------------- | ----------- | -------- |
| Juventud Unida           | 2 - 3     | Deportivo Paraguayo | Ciudad de San Miguel   | 9 de julio  | 15:30    |
| Defensores de Cambaceres | 1 - 1     | Centro Español      | 12 de Octubre          | 9 de julio  | 15:30    |
| Lugano                   | 0 - 1     | Yupanqui            | José María Moraños     | 9 de julio  | 15:30    |
| Argentino de Rosario     | 0 - 0     | Central Ballester   | José Martín Olaeta     | 9 de julio  | 15:30    |
| Sportivo Barracas        | 3 - 0     | Mercedes            | Nuevo Francisco Urbano | 11 de julio | 15:30    |
| Libre: Muñiz             |           |                     |                        |             |          |

| Fecha 11                    | Fecha 11  | Fecha 11                 | Fecha 11              | Fecha 11    | Fecha 11 |
| Local                       | Resultado | Visitante                | Estadio               | Fecha       | Hora     |
| --------------------------- | --------- | ------------------------ | --------------------- | ----------- | -------- |
| Central Ballester           | 1 - 0     | Lugano                   | Central Ballester     | 16 de julio | 15:30    |
| Yupanqui                    | 2 - 3     | Defensores de Cambaceres | Yupanqui              | 16 de julio | 15:30    |
| Centro Español              | 0 - 2     | Sportivo Barracas        | Carlos Alberto Sacaan | 16 de julio | 15:30    |
| Mercedes                    | 0 - 1     | Juventud Unida           | Liga Mercedina        | 16 de julio | 15:30    |
| Deportivo Paraguayo         | 1 - 2     | Muñiz                    | José María Moraños    | 16 de julio | 15:30    |
| Libre: Argentino de Rosario |           |                          |                       |             |          |

## Torneo Clausura

### Tabla de posiciones
| Pos. | Equipo                   | Pts. | PJ | PG | PE | PP | GF | GC | Dif. |
| ---- | ------------------------ | ---- | -- | -- | -- | -- | -- | -- | ---- |
| 1.º  | Yupanqui                 | 20   | 10 | 5  | 5  | 0  | 19 | 11 | 8    |
| 2.º  | Lugano                   | 20   | 10 | 6  | 2  | 2  | 17 | 11 | 6    |
| 3.º  | Sportivo Barracas        | 19   | 10 | 6  | 1  | 3  | 15 | 8  | 7    |
| 4.º  | Defensores de Cambaceres | 19   | 10 | 5  | 4  | 1  | 13 | 6  | 7    |
| 5.º  | Mercedes                 | 14   | 10 | 4  | 2  | 4  | 9  | 10 | −1   |
| 6.º  | Deportivo Paraguayo      | 13   | 10 | 4  | 1  | 5  | 11 | 8  | 3    |
| 7.º  | Muñiz                    | 13   | 10 | 3  | 4  | 3  | 11 | 11 | 0    |
| 8.º  | Argentino de Rosario     | 11   | 10 | 3  | 2  | 5  | 10 | 13 | −3   |
| 9.º  | Central Ballester        | 9    | 10 | 2  | 3  | 5  | 9  | 18 | −9   |
| 10.º | Juventud Unida           | 9    | 10 | 3  | 0  | 7  | 8  | 17 | −9   |
| 11.º | Centro Español           | 4    | 10 | 0  | 4  | 6  | 4  | 13 | −9   |

|  | Ganador. Clasificado a la final por el título y el ascenso. |

#### Evolución de las posiciones
| Equipo / Fecha           | 1    | 2    | 3    | 4    | 5    | 6    | 7    | 8    | 9    | 10   | 11   |
| ------------------------ | ---- | ---- | ---- | ---- | ---- | ---- | ---- | ---- | ---- | ---- | ---- |
| Argentino de Rosario     | 11.° | 8.°  | 9.°  | 3.°  | 3.°  | 4.°  | 6.°  | 8.°  | 8.°  | 7.°  | 8.°  |
| Central Ballester        | 9.°  | 11.° | 10.° | 4.°  | 6.°  | 9.°  | 8.°  | 9.°  | 9.°  | 9.°  | 9.°  |
| Centro Español           | 9.°  | 10.° | 11.° | 11.° | 11.° | 11.° | 10.° | 10.° | 10.° | 11.° | 11.° |
| Defensores de Cambaceres | 3.°  | 6.°  | 6.°  | 8.°  | 8.°  | 6.°  | 7.°  | 4.°  | 4.°  | 2.°  | 4.°  |
| Deportivo Paraguayo      | -    | 9.°  | 7.°  | 8.°  | 5.°  | 3.°  | 5.°  | 7.°  | 7.°  | 8.°  | 6.°  |
| Juventud Unida           | 3.°  | 7.°  | 8.°  | 10.° | 10.° | 10.° | 11.° | 11.° | 11.° | 10.° | 10.° |
| Lugano                   | 1.°  | 5.°  | 4.°  | 7.°  | 4.°  | 5.°  | 3.°  | 1.°  | 1.°  | 3.°  | 2.°  |
| Mercedes                 | 5.°  | 3.°  | 5.°  | 6.°  | 9.°  | 6.°  | 4.°  | 5.°  | 6.°  | 5.°  | 5.°  |
| Muñiz                    | 5.°  | 2.°  | 3.°  | 5.°  | 7.°  | 8.°  | 9.°  | 6.°  | 5.°  | 6.°  | 7.°  |
| Sportivo Barracas        | 8.°  | 4.°  | 2.°  | 1.°  | 2.°  | 2.°  | 1.°  | 2.°  | 2.°  | 4.°  | 3.°  |
| Yupanqui                 | 2.°  | 1.°  | 1.°  | 2.°  | 1.°  | 1.°  | 2.°  | 3.°  | 3.°  | 1.°  | 1.°  |

|  |

### Resultados
| Fecha 1                    | Fecha 1   | Fecha 1                  | Fecha 1               | Fecha 1     | Fecha 1 |
| Local                      | Resultado | Visitante                | Estadio               | Fecha       | Hora    |
| -------------------------- | --------- | ------------------------ | --------------------- | ----------- | ------- |
| Mercedes                   | 0 - 0     | Muñiz                    | Liga Mercedina        | 23 de julio | 15:30   |
| Yupanqui                   | 2 - 1     | Sportivo Barracas        | Yupanqui              | 23 de julio | 15:30   |
| Central Ballester          | 0 - 1     | Defensores de Cambaceres | Central Ballester     | 23 de julio | 15:30   |
| Argentino de Rosario       | 0 - 3     | Lugano                   | José Martín Olaeta    | 23 de julio | 15:30   |
| Centro Español             | 0 - 1     | Juventud Unida           | Carlos Alberto Sacaan | 24 de julio | 15:30   |
| Libre: Deportivo Paraguayo |           |                          |                       |             |         |

| Fecha 2                  | Fecha 2   | Fecha 2              | Fecha 2                | Fecha 2     | Fecha 2 |
| Local                    | Resultado | Visitante            | Estadio                | Fecha       | Hora    |
| ------------------------ | --------- | -------------------- | ---------------------- | ----------- | ------- |
| Defensores de Cambaceres | 1 - 2     | Argentino de Rosario | 12 de Octubre          | 29 de julio | 15:30   |
| Sportivo Barracas        | 4 - 0     | Central Ballester    | Nuevo Francisco Urbano | 30 de julio | 15:30   |
| Juventud Unida           | 2 - 4     | Yupanqui             | Ciudad de San Miguel   | 30 de julio | 15:30   |
| Muñiz                    | 3 - 0     | Centro Español       | Ricardo Puga           | 30 de julio | 15:30   |
| Deportivo Paraguayo      | 0 - 1     | Mercedes             | José María Moraños     | 30 de julio | 15:30   |
| Libre: Lugano            |           |                      |                        |             |         |

| Fecha 3              | Fecha 3   | Fecha 3                  | Fecha 3               | Fecha 3     | Fecha 3 |
| Local                | Resultado | Visitante                | Estadio               | Fecha       | Hora    |
| -------------------- | --------- | ------------------------ | --------------------- | ----------- | ------- |
| Argentino de Rosario | 1 - 2     | Sportivo Barracas        | José Martín Olaeta    | 5 de agosto | 15:30   |
| Yupanqui             | 1 - 1     | Muñiz                    | Yupanqui              | 6 de agosto | 15:30   |
| Central Ballester    | 1 - 0     | Juventud Unida           | Central Ballester     | 6 de agosto | 15:30   |
| Lugano               | 0 - 0     | Defensores de Cambaceres | José María Moraños    | 6 de agosto | 15:30   |
| Centro Español       | 0 - 1     | Deportivo Paraguayo      | Carlos Alberto Sacaan | 7 de agosto | 15:30   |
| Libre: Mercedes      |           |                          |                       |             |         |

| Fecha 4                         | Fecha 4   | Fecha 4              | Fecha 4                | Fecha 4      | Fecha 4 |
| Local                           | Resultado | Visitante            | Estadio                | Fecha        | Hora    |
| ------------------------------- | --------- | -------------------- | ---------------------- | ------------ | ------- |
| Juventud Unida                  | 1 - 3     | Argentino de Rosario | Ciudad de San Miguel   | 13 de agosto | 15:30   |
| Deportivo Paraguayo             | 1 - 1     | Yupanqui             | José María Moraños     | 13 de agosto | 15:30   |
| Mercedes                        | 0 - 0     | Centro Español       | Liga Mercedina         | 13 de agosto | 15:30   |
| Muñiz                           | 0 - 1     | Central Ballester    | Ricardo Puga           | 14 de agosto | 15:30   |
| Sportivo Barracas               | 2 - 1     | Lugano               | Nuevo Francisco Urbano | 15 de agosto | 15:30   |
| Libre: Defensores de Cambaceres |           |                      |                        |              |         |

| Fecha 5                  | Fecha 5   | Fecha 5             | Fecha 5            | Fecha 5      | Fecha 5 |
| Local                    | Resultado | Visitante           | Estadio            | Fecha        | Hora    |
| ------------------------ | --------- | ------------------- | ------------------ | ------------ | ------- |
| Yupanqui                 | 3 - 1     | Mercedes            | Yupanqui           | 20 de agosto | 15:30   |
| Central Ballester        | 2 - 4     | Deportivo Paraguayo | Central Ballester  | 20 de agosto | 15:30   |
| Argentino de Rosario     | 1 - 0     | Muñiz               | José Martín Olaeta | 20 de agosto | 15:30   |
| Lugano                   | 2 - 1     | Juventud Unida      | José María Moraños | 20 de agosto | 15:30   |
| Defensores de Cambaceres | 0 - 0     | Sportivo Barracas   | 12 de Octubre      | 21 de agosto | 15:30   |
| Libre: Centro Español    |           |                     |                    |              |         |

| Fecha 6                  | Fecha 6   | Fecha 6                  | Fecha 6               | Fecha 6      | Fecha 6 |
| Local                    | Resultado | Visitante                | Estadio               | Fecha        | Hora    |
| ------------------------ | --------- | ------------------------ | --------------------- | ------------ | ------- |
| Juventud Unida           | 1 - 3     | Defensores de Cambaceres | Municipal de Pilar    | 27 de agosto | 15:30   |
| Centro Español           | 1 - 1     | Yupanqui                 | Carlos Alberto Sacaan | 27 de agosto | 15:30   |
| Deportivo Paraguayo      | 1 - 0     | Argentino de Rosario     | José María Moraños    | 27 de agosto | 15:30   |
| Mercedes                 | 3 - 0     | Central Ballester        | Liga Mercedina        | 27 de agosto | 15:30   |
| Muñiz                    | 2 - 2     | Lugano                   | Ricardo Puga          | 28 de agosto | 15:30   |
| Libre: Sportivo Barracas |           |                          |                       |              |         |

| Fecha 7                  | Fecha 7   | Fecha 7             | Fecha 7                | Fecha 7         | Fecha 7 |
| Local                    | Resultado | Visitante           | Estadio                | Fecha           | Hora    |
| ------------------------ | --------- | ------------------- | ---------------------- | --------------- | ------- |
| Argentino de Rosario     | 0 - 1     | Mercedes            | José Martín Olaeta     | 1 de septiembre | 15:30   |
| Central Ballester        | 1 - 1     | Centro Español      | Central Ballester      | 3 de septiembre | 15:30   |
| Lugano                   | 1 - 0     | Deportivo Paraguayo | José María Moraños     | 3 de septiembre | 15:30   |
| Defensores de Cambaceres | 1 - 1     | Muñiz               | 12 de Octubre          | 5 de septiembre | 15:30   |
| Sportivo Barracas        | 2 - 0     | Juventud Unida      | Nuevo Francisco Urbano | 5 de septiembre | 15:30   |
| Libre: Yupanqui          |           |                     |                        |                 |         |

| Fecha 8               | Fecha 8   | Fecha 8                  | Fecha 8               | Fecha 8          | Fecha 8 |
| Local                 | Resultado | Visitante                | Estadio               | Fecha            | Hora    |
| --------------------- | --------- | ------------------------ | --------------------- | ---------------- | ------- |
| Mercedes              | 1 - 2     | Lugano                   | Liga Mercedina        | 9 de septiembre  | 15:30   |
| Muñiz                 | 2 - 1     | Sportivo Barracas        | Ricardo Puga          | 10 de septiembre | 11:00   |
| Deportivo Paraguayo   | 0 - 1     | Defensores de Cambaceres | José María Moraños    | 10 de septiembre | 11:00   |
| Yupanqui              | 1 - 1     | Central Ballester        | Yupanqui              | 10 de septiembre | 11:00   |
| Centro Español        | 2 - 2     | Argentino de Rosario     | Carlos Alberto Sacaan | 10 de septiembre | 14:00   |
| Libre: Juventud Unida |           |                          |                       |                  |         |

| Fecha 9                  | Fecha 9   | Fecha 9             | Fecha 9                | Fecha 9          | Fecha 9 |
| Local                    | Resultado | Visitante           | Estadio                | Fecha            | Hora    |
| ------------------------ | --------- | ------------------- | ---------------------- | ---------------- | ------- |
| Lugano                   | 2 - 0     | Centro Español      | José María Moraños     | 17 de septiembre | 15:30   |
| Defensores de Cambaceres | 3 - 0     | Mercedes            | 12 de Octubre          | 17 de septiembre | 15:30   |
| Juventud Unida           | 0 - 2     | Muñiz               | Municipal de Pilar     | 17 de septiembre | 15:30   |
| Sportivo Barracas        | 1 - 0     | Deportivo Paraguayo | Nuevo Francisco Urbano | 19 de septiembre | 15:30   |
| Argentino de Rosario     | 0 - 1     | Yupanqui            | José Martín Olaeta     | 20 de septiembre | 15:30   |
| Libre: Central Ballester |           |                     |                        |                  |         |

| Fecha 10            | Fecha 10  | Fecha 10                 | Fecha 10              | Fecha 10         | Fecha 10 |
| Local               | Resultado | Visitante                | Estadio               | Fecha            | Hora     |
| ------------------- | --------- | ------------------------ | --------------------- | ---------------- | -------- |
| Deportivo Paraguayo | 0 - 1     | Juventud Unida           | José María Moraños    | 24 de septiembre | 15:30    |
| Mercedes            | 2 - 1     | Sportivo Barracas        | Liga Mercedina        | 24 de septiembre | 15:30    |
| Central Ballester   | 1 - 1     | Argentino de Rosario     | Central Ballester     | 24 de septiembre | 15:30    |
| Centro Español      | 0 - 1     | Defensores de Cambaceres | Carlos Alberto Sacaan | 25 de septiembre | 15:30    |
| Yupanqui            | 3 - 1     | Lugano                   | Yupanqui              | 25 de septiembre | 15:30    |
| Libre: Muñiz        |           |                          |                       |                  |          |

| Fecha 11                    | Fecha 11  | Fecha 11            | Fecha 11               | Fecha 11     | Fecha 11 |
| Local                       | Resultado | Visitante           | Estadio                | Fecha        | Hora     |
| --------------------------- | --------- | ------------------- | ---------------------- | ------------ | -------- |
| Juventud Unida              | 1 - 0     | Mercedes            | Municipal de Pilar     | 1 de octubre | 15:30    |
| Lugano                      | 3 - 2     | Central Ballester   | José María Moraños     | 4 de octubre | 15:30    |
| Defensores de Cambaceres    | 2 - 2     | Yupanqui            | 12 de Octubre          | 4 de octubre | 15:30    |
| Sportivo Barracas           | 1 - 0     | Centro Español      | Nuevo Francisco Urbano | 4 de octubre | 15:30    |
| Muñiz                       | 0 - 4     | Deportivo Paraguayo | Ricardo Puga           | 4 de octubre | 15:30    |
| Libre: Argentino de Rosario |           |                     |                        |              |          |

## Final
Se disputó a doble partido entre Centro Español, ganador del Torneo Apertura, y Yupanqui, ganador del Clausura. Este último fue local en el segundo enfrentamiento por haber obtenido una mejor ubicación en la Tabla general de posiciones. Al haberse producido un empate en el resultado global, se disputó un tiempo suplementario.
El vencedor obtuvo el campeonato y logró el único ascenso, además de la clasificación a la Copa Argentina 2023.
| Partidos                                                | Partidos      | Partidos       | Partidos              | Partidos      | Partidos |
| Local                                                   | Resultado     | Visitante      | Estadio               | Fecha         | Hora     |
| ------------------------------------------------------- | ------------- | -------------- | --------------------- | ------------- | -------- |
| Centro Español                                          | 0 - 0         | Yupanqui       | Carlos Alberto Sacaan | 10 de octubre | 15:30    |
| Yupanqui                                                | 1 - 0 (t. s.) | Centro Español | Yupanqui              | 16 de octubre | 15:30    |
| Yupanqui se consagró campeón y ascendió a la Primera C. |               |                |                       |               |          |

## Torneo Complemento
Fue organizado con el propósito de clasificar al ganador a la Copa Argentina 2023. Lo jugaron los siete equipos que ocuparon los primeros puestos de la tabla general de la temporada, excluido el campeón del certamen, por eliminación directa, en partidos de ida y vuelta. La primera fase la disputaron los seis mejores excluyendo al perdedor de la final. Los tres ganadores pasaron a las semifinales junto con este último equipo. Los dos vencedores disputaron la final.
Fueron locales en el segundo partido los equipos mejor ubicados en la tabla general, los que pasaron de ronda, en caso de empate en el resultado global, en la primera fase y en las semifinales. En la final se habrían ejecutado tiros desde el punto penal al finalizar el encuentro desquite.
El ganador fue Centro Español, que obtuvo la clasificación puesta en juego.

### Tabla general
Es la sumatoria de los torneos Apertura y Clausura. Se utilizó para establecer los participantes del torneo clasificatorio y el ordenamiento de los equipos.
| Pos. | Equipo                   | Pts. | PJ | PG | PE | PP | GF | GC | Dif. |
| ---- | ------------------------ | ---- | -- | -- | -- | -- | -- | -- | ---- |
| 1.º  | Defensores de Cambaceres | 35   | 20 | 9  | 8  | 3  | 26 | 15 | 11   |
| 2.º  | Sportivo Barracas        | 34   | 20 | 10 | 4  | 6  | 25 | 15 | 10   |
| 3.º  | Yupanqui                 | 32   | 20 | 8  | 8  | 4  | 29 | 22 | 7    |
| 4.º  | Lugano                   | 31   | 20 | 8  | 7  | 5  | 28 | 19 | 9    |
| 5.º  | Muñiz                    | 30   | 20 | 7  | 9  | 4  | 21 | 18 | 3    |
| 6.º  | Argentino de Rosario     | 27   | 20 | 7  | 6  | 7  | 21 | 21 | 0    |
| 7.º  | Central Ballester        | 24   | 20 | 6  | 6  | 8  | 17 | 30 | −13  |
| 8.º  | Centro Español           | 23   | 20 | 5  | 8  | 7  | 18 | 18 | 0    |
| 9.º  | Juventud Unida           | 21   | 20 | 6  | 3  | 11 | 18 | 30 | −12  |
| 10.º | Mercedes                 | 20   | 20 | 5  | 5  | 10 | 16 | 27 | −11  |
| 11.º | Deportivo Paraguayo      | 19   | 20 | 5  | 4  | 11 | 19 | 23 | −4   |

|  | Clasificado al Torneo Complemento.             |
|  | Campeón. Clasificado a la Copa Argentina 2023. |
|  | Perdedor de la final por el título.            |

### Cuadro de desarrollo
|  | Primera fase       | Primera fase             | Primera fase       | Primera fase             | Primera fase       |   |   | Semifinales                     | Semifinales        | Semifinales        | Semifinales        | Semifinales        |  |   | Final               | Final               | Final               | Final               | Final               |  |
|  | 9 al 18 de octubre | 9 al 18 de octubre       | 9 al 18 de octubre | 9 al 18 de octubre       | 9 al 18 de octubre |   |   | 22 y 29 de octubre              | 22 y 29 de octubre | 22 y 29 de octubre | 22 y 29 de octubre | 22 y 29 de octubre |  |   | 5 y 12 de noviembre | 5 y 12 de noviembre | 5 y 12 de noviembre | 5 y 12 de noviembre | 5 y 12 de noviembre |  |
|  |                    |                          |                    |                          |                    |   |   |                                 |                    |                    |                    |                    |  |   |                     |                     |                     |                     |                     |  |
|  |                    |                          |                    |                          |                    |   |   |                                 |                    |                    |                    |                    |  |   |                     |                     |                     |                     |                     |  |
|  |                    |                          |                    |                          |                    |   |   |                                 |                    |                    |                    |                    |  |   |                     |                     |                     |                     |                     |  |
|  |                    |                          |                    |                          |                    |   |   |                                 |                    |                    |                    |                    |  |   |                     |                     |                     |                     |                     |  |
|  |                    |                          |                    |                          |                    |   |   |                                 |                    |                    |                    |                    |  |   |                     |                     |                     |                     |                     |  |
|  |                    | 1                        | Centro Español     | 1                        | 2                  | 3 |   |                                 |                    |                    |                    |                    |  |   |                     |                     |                     |                     |                     |  |
|  |                    |                          |                    |                          |                    | 3 |   |                                 |                    |                    |                    |                    |  |   |                     |                     |                     |                     |                     |  |
|  |                    |                          | 4                  | Muñiz                    | 0                  | 1 | 1 |                                 |                    |                    |                    |                    |  |   |                     |                     |                     |                     |                     |  |
|  | 3                  | Lugano                   | 4                  | Muñiz                    | 0                  | 1 | 1 | 1                               | 1                  | 2                  |                    |                    |  |   |                     |                     |                     |                     |                     |  |
|  | 3                  | Lugano                   |                    |                          |                    |   |   |                                 |                    | 2                  |                    |                    |  |   |                     |                     |                     |                     |                     |  |
|  | 4                  | Muñiz                    | 1                  | 3                        | 4                  |   |   |                                 |                    |                    |                    |                    |  |   |                     |                     |                     |                     |                     |  |
|  | 4                  | Muñiz                    | 1                  | 3                        | 4                  |   |   |                                 |                    |                    |                    |                    |  | 1 | Centro Español      | 0                   | 2                   | 2                   |                     |  |
|  |                    |                          |                    |                          |                    |   |   |                                 |                    |                    |                    |                    |  | 1 | Centro Español      | 0                   | 2                   | 2                   |                     |  |
|  |                    |                          | 2                  | Defensores de Cambaceres | 1                  | 0 | 1 |                                 |                    |                    |                    |                    |  |   |                     |                     |                     |                     |                     |  |
|  | 1                  | Defensores de Cambaceres | 2                  | Defensores de Cambaceres | 1                  | 0 | 1 | 1                               | 1                  | 2                  |                    |                    |  |   |                     |                     |                     |                     |                     |  |
|  | 1                  | Defensores de Cambaceres |                    |                          |                    |   |   |                                 |                    | 2                  |                    |                    |  |   |                     |                     |                     |                     |                     |  |
|  | 6                  | Central Ballester        | 0                  | 1                        | 1                  |   |   |                                 |                    |                    |                    |                    |  |   |                     |                     |                     |                     |                     |  |
|  | 6                  | Central Ballester        | 0                  | 1                        | 1                  |   | 2 | Defensores de Cambaceres (v.d.) | 1                  | 1                  | 2                  |                    |  |   |                     |                     |                     |                     |                     |  |
|  |                    |                          |                    |                          |                    |   | 2 | Defensores de Cambaceres (v.d.) | 1                  | 1                  | 2                  |                    |  |   |                     |                     |                     |                     |                     |  |
|  |                    |                          | 3                  | Sportivo Barracas        | 0                  | 2 | 2 |                                 |                    |                    |                    |                    |  |   |                     |                     |                     |                     |                     |  |
|  | 2                  | Sportivo Barracas        | 3                  | Sportivo Barracas        | 0                  | 2 | 2 | 0                               | 1                  | 1                  |                    |                    |  |   |                     |                     |                     |                     |                     |  |
|  | 2                  | Sportivo Barracas        |                    |                          |                    |   |   |                                 |                    | 1                  |                    |                    |  |   |                     |                     |                     |                     |                     |  |
|  | 5                  | Argentino de Rosario     | 0                  | 0                        | 0                  |   |   |                                 |                    |                    |                    |                    |  |   |                     |                     |                     |                     |                     |  |
|  | 5                  | Argentino de Rosario     | 0                  | 0                        | 0                  |   |   |                                 |                    |                    |                    |                    |  |   |                     |                     |                     |                     |                     |  |
|  |                    |                          |                    |                          |                    |   |   |                                 |                    |                    |                    |                    |  |   |                     |                     |                     |                     |                     |  |

### Primera fase

#### Tabla de ordenamiento
Se confeccionó según la ubicación de los equipos en la tabla general acumulada, enfrentándose sucesivamente los mejor con los peor ordenados.
| Orden | Equipo                   | Pos. |
| ----- | ------------------------ | ---- |
| 1     | Defensores de Cambaceres | 1.º  |
| 2     | Sportivo Barracas        | 2.º  |
| 3     | Lugano                   | 4.º  |
| 4     | Muñiz                    | 5.º  |
| 5     | Argentino de Rosario     | 6.º  |
| 6     | Central Ballester        | 7.º  |

#### Partidos
| 9 de octubre, 15:30 | Argentino de Rosario | 0:0     | Sportivo Barracas | Estadio José Martín Olaeta, Rosario |                                |
|                     |                      | Reporte |                   | Árbitro(s): Gonzalo Creimerman      | Árbitro(s): Gonzalo Creimerman |

| 15 de octubre, 15:30 | Sportivo Barracas | 1:0 (1:0) (Global 1:0) | Argentino de Rosario | Estadio Nuevo Francisco Urbano, Morón |  |
|                      | Correa 32'        | Reporte                |                      |                                       |  |

| 9 de octubre, 15:30 | Muñiz      | 1:1 (1:0) | Lugano        | Estadio Ricardo Puga, General Rodríguez |                               |
|                     | Verdún 41' | Reporte   | 65' Rivainera | Árbitro(s): Gabriel Gutiérrez           | Árbitro(s): Gabriel Gutiérrez |

| 15 de octubre, 15:30 | Lugano    | 1:3 (1:3) (Global 2:4) | Muñiz                                         | Estadio José María Moraños, Tapiales |  |
|                      | Kojro 13' | Reporte                | 19' Malmoria · 37' Verdún · 39' Monti Azpiazu |                                      |  |

| 9 de octubre, 15:30 | Central Ballester | 0:1 (0:1) | Defensores de Cambaceres | Estadio Central Ballester, José León Suárez |                          |
|                     |                   | Reporte   | 16' Torancio             | Árbitro(s): Diego Torres                    | Árbitro(s): Diego Torres |

| 18 de octubre, 15:30 | Defensores de Cambaceres | 1:1 (0:0) (Global 2:1) | Central Ballester  | Estadio 12 de Octubre, Ensenada |  |
|                      | Torancio 73'             | Reporte                | 75' Gómez Martínez |                                 |  |

### Semifinales
Las juegan el perdedor de la final por el título, al que le corresponde el primer lugar en el ordenamiento, y los ganadores de la fase anterior, que se ubican a continuación, según la posición obtenida en la tabla general.

#### Tabla de ordenamiento
| Orden | Equipo                   | Pos. |
| ----- | ------------------------ | ---- |
| 1     | Centro Español           | -    |
| 2     | Defensores de Cambaceres | 1.º  |
| 3     | Sportivo Barracas        | 2.º  |
| 4     | Muñiz                    | 5.º  |

#### Partidos
| 22 de octubre, 15:30 | Muñiz | 0:1 (0:0) | Centro Español   | Estadio Ricardo Puga, General Rodríguez |                          |
|                      |       | Reporte   | 48' (pen.) López | Árbitro(s): Diego Torres                | Árbitro(s): Diego Torres |

| 29 de octubre, 15:30 | Centro Español          | 2:1 (1:1) (Global 3:1) | Muñiz        | Estadio Carlos Alberto Sacaan, Ituzaingó |                                |
|                      | Galván 33' · Ocampo 49' | Reporte                | 42' Villegas | Árbitro(s): Gonzalo Creimerman           | Árbitro(s): Gonzalo Creimerman |

| 22 de octubre, 15:30 | Sportivo Barracas | 0:1 (0:0) | Defensores de Cambaceres | Estadio Nuevo Francisco Urbano, Morón |                                     |
|                      |                   | Reporte   | 72' Aguilar              | Árbitro(s): Maximiliano Lopez Monti   | Árbitro(s): Maximiliano Lopez Monti |

| 29 de octubre, 15:30 | Defensores de Cambaceres | 1:2 (0:1) (Global 2:2) | Sportivo Barracas | Estadio 12 de Octubre, Ensenada |                           |
|                      | Aguilar 90+2'            | Reporte                | 30', 47' Correa   | Árbitro(s): David Cornejo       | Árbitro(s): David Cornejo |

### Final
Las jugaron los ganadores de la fase anterior, ubicados según la posición obtenida en la tabla general.

#### Tabla de ordenamiento
| Orden | Equipo                   | Pos. |
| ----- | ------------------------ | ---- |
| 1     | Centro Español           | -    |
| 2     | Defensores de Cambaceres | 1.º  |

#### Partidos
| 5 de noviembre, 15:00 | Defensores de Cambaceres | 1:0 (1:0) | Centro Español | Estadio 12 de Octubre, Ensenada |                               |
|                       | R. Fernández 13'         | Reporte   |                | Árbitro(s): Gabriel Gutierrez   | Árbitro(s): Gabriel Gutierrez |

| 11 de noviembre, 19:00                            | Centro Español        | 2:0 (1:0) (Global 2:1) | Defensores de Cambaceres | Estadio Carlos Alberto Sacaan, Ituzaingó |                                    |
|                                                   | Rouco 37' · Durso 72' | Reporte                |                          | Árbitro(s): Adrián Núñez Rodríguez       | Árbitro(s): Adrián Núñez Rodríguez |
| Centro Español clasificó a la Copa Argentina 2023 |                       |                        |                          |                                          |                                    |

Centro Español es el Campeón del Torneo Complemento Primera D 2022

## Goleadores
| Jugador             | Equipo                   | Goles |
| ------------------- | ------------------------ | ----- |
| Rafael Monti        | Muñiz                    | 12    |
| Rolando González    | Lugano                   | 10    |
| Iván Santa Cruz     | Sportivo Barracas        | 9     |
| Iñaki Berterretche  | Defensores de Cambaceres | 8     |
| Nicolás Debenedetti | Yupanqui                 | 8     |